# 황성민
황성민(한국 한자: 黃聖珉, 1991년 6월 23일 ~ )은 대한민국의 축구 선수이며 포지션은 골키퍼이다. 현재 인천 유나이티드 소속이다.

## 클럽 경력
2013 K리그를 앞두고 열린 드래프트에서 충주 험멜에 지명되었고 3월 17일 개막전 경찰 축구단과의 경기에 상대로 선발 출전하며 프로 데뷔전을 치렀다.
2016 시즌을 앞두고, 충주와의 계약이 만료되며 울산 현대미포조선 돌고래로 이적하였다.
2016 시즌 후, 미포조선 축구단이 해체되자, 2017 시즌을 앞두고 안산 그리너스 창단 멤버로 합류하였다.
2019시즌을 앞두고 제주 유나이티드에 입단했다.
2020시즌을 앞두고 경남 FC로 이적했다.
2022시즌을 앞두고 FC 서울로 이적했다.
2025시즌을 앞두고 인천 유나이티드 FC로 이적했다.

## 수상 내역

### 클럽

#### 울산 현대미포조선 돌고래
- 내셔널리그
  - 우승 1회 : 2016